# Glaucytes interrupta
Glaucytes interrupta là một loài bọ cánh cứng trong họ Cerambycidae.